# 1950 ve sportu
Toto je přehled některých významných sportovních událostí z roku 1950.

## Alpské lyžování
Mistrovství světa – Aspen
- Sjezd ženy
  - 1. Trude Beiser Jochum
  - 2. Erika Mahringer
  - 3. Georgette Thiolliere Miller
- Obří slalom ženy
  - 1. Dagmar Rom
  - 2. Trude Beiser Jochum
  - 3. Luicienne Schmidt Couttet
- Slalom ženy
  - 1. Dagmar Rom
  - 2. Erika Mahringer
  - 3. Celina Seghi
- Sjezd muži
  - 1. Zeno Colò
  - 2. James Couttet
  - 3. Egon Schoepf
- Obří slalom muži
  - 1. Zeno Colò
  - 2. Fernand Grosjean
  - 3. James Couttet
- Slalom muži
  - 1. Georg Schneider
  - 2. Zeno Colò
  - 3. Stein Eriksen

## Atletika
Mistrovství Evropy – Brusel
Muži
- 100 m – E.Bally (Francie) – 10,7
- 200 m – B.Shenton (Velká Británie) – 21,5
- 400 m – D.Pugh (Velká Británie) – 47,3
- 800 m – J.Parlett (Velká Británie) – 1:50,5
- 1500 m – W.Slijkhuis (Nizozemsko) – 3:47,2
- 5000 m – Emil Zátopek (ČSR) – 14:03,0
- 10000 m – Emil Zátopek (ČSR) – 29:12,0
- Maratón – J.Holden (Velká Británie) – 2:32:13,2
- 3000 m překážek – Jindřich Roudný (ČSR) – 9:05,4
- 110 m překážek – A.Marie (Francie) – 14,6
- 400 m překážek – A.Filiput (Itálie) – 51,9
- Výška – A.Peterson (Velká Británie) – 196
- Tyč – R. Lundberg (Švédsko) – 430
- Dálka – T.Bryngeirsson (Island) – 732
- Trojskok – L.Ščerbakov (SSSR) – 15,39
- Koule – G.Huseby (Island) – 16,74
- Disk – A.Consolini (Itálie) – 53,75
- Oštěp – T.Hyytiainen (Finsko) – 71,26
- Kladivo – S.Strandli (Norsko) – 55,71
- Desetiboj – I.Heinrich (Francie) – 7009
- 10 km chůze – F.Schwab (Švýcarsko) – 46:01,8
- 50 km chůze – G.Dordoni (Itálie) – 4:40:42,6
- 4× 100 m – SSSR – 41,5
- 4× 400 m – Velká Británie – 3:10,2

Ženy
- 100 m – F.Blankers – Koen (Nizozemsko) – 11,7
- 200 m – F.Blankers – Koen (Nizozemsko) – 24,0
- 80 m překážek – F.Blankers – Koen (Nizozemsko) – 11,8
- Výška – S.Alexander (Velká Británie) – 163
- Dálka – V.Bogdanovová (SSSR) – 582
- Koule – A.Andrejevová (SSSR) – 14,32
- Disk – N.Dumbadzeová (SSSR) – 48,03
- Oštěp – N.Smirnická (SSSR) – 47,55
- Pětiboj – A.Ben Ham (Francie) – 3204
- 4× 100 m – Velká Británie – 47,4

## Automobilový sport
Mistr NASCAR
- Bill Rexford

AAA Racing
·	Henry Banks
Formule 3
- SRN – T.Kreuzer
- NDR – R.Weiser
- Dánsko – R.Nelleman

24 h Le Mans
- Louis Rosier / Jean-Louis Rosier Talbot

Mille Miglia
1. G. MARZOTTO – CROSARA – FERRARI 195 S (Vítěz ve třídě přes 2000 cm³)
2. D. SERAFINI – SALANI – FERRARI 195 S
3. FANGIO–ZANARD – ALFA ROMEO 6C 2500
4. BRACCO–MAGLIOLI – FERRARI 166 M.M (Vítěz ve třídě do 2000 cm³)
5. JOHNSON–LEA – 	JAGUAR XK 120 ROADSTAR
6. CORTESE–TERAVAZZI – FRAZER NASH LE MANS REPLICA
7. FAGIOLI–DIOTALLEVI – OSCA MT4 1100 (Vítěz ve třídě do 1100 cm³)
8. BIONDETTI–BRONZON – JAGUAR XK 120 ROADSTAR
9. V. MARZOTTO-FONTANA – FERRARI 195 S
10. SCHWELM–COLONNA – ALFA ROMEO 6C 2500 SS (Vítěz ve třídě GT)

## Basketbal
Mistrovství světa (muži) – Buenos Aires
- 1. Argentina
- 2. USA
- 3. Chile

Mistrovství Evropy (ženy) – Budapešť
- 1. SSSR
- 2. Maďarsko
- 3. ČSR

## Boby
Mistrovství světa – Cortina ď Ampezzo
- Dvousedadlové boby
  - 1.Fritz Feierabend – Stephan Waser (Švýcarsko)
  - 2.Stanley Benham – Patrick Martin (USA)
  - 3.Frederick Fortune – William d'Amico (USA)
- Čtyřsedadlové boby
  - 1.USA
  - 2.Švýcarsko
  - 3.Švýcarsko

## Cyklistika
Silnice
- Giro ď Italia
  - 1.Hugo Koblet (Švýcarsko)
  - 2.Gino Bartali (Itálie)
  - 3.Alfredo Martini (Itálie)
- Tour de France
  - 1.Ferdinand Kubler (Švýcarsko)
  - 2.Stan Ockers (Belgie)
  - 3.Louison Bobet (Francie)
- Vuelta a España
  - 1.Emilio Rodriguez (Španělsko)
  - 2.Manuel Rodriguez (Španělsko)
  - 3.José Serra (Španělsko)
- Mistrovství světa profesionálové – Moorslede, Belgie
  - 1.Briek Schotte (Belgie)
  - 2.Theo Middlekamp (Nizozemsko)
  - 3.Ferdinand Kubler (Švýcarsko)
- Mistrovství světa amateři
  - 1.Hoobin (Austrálie)
- Critérium International
  - 1.Pierre Barbotin (Francie)
  - 2.Guy Lapebie (Francie)
  - 3.Louis Deprez (Francie)
- Dauphiné Liberé
  - 1.Nello Lauredi (Francie)
  - 2.Apo Lazarides (Francie)
  - 3.Bim Diederich (Lucembursko)
- Grand Prix du Midi Libre
  - 1.Antonin Rolland
  - 2.Raphaël Géminiani
  - 3.Gilbert Fautrier
- Tour de Romandie
  - 1.Edouard Fachleitner (Francie)
  - 2.Hugo Koblet (Švýcarsko)
  - 3.Kleber Piot (Francie)
- Tour de Suisse
  - 1.Hugo Koblet (Švýcarsko)
  - 2.Jean Goldschmit (Lucembursko)
  - 3.Aldo Ronconi (Itálie)
- Vuelta a Catalunya
  - 1.Antonio Gelabert (Španělsko)
  - 2.José Serra (Španělsko)
  - 3.Francisco Masip (Španělsko)
- Závod míru
  - 1. Willy Emborg (Dánsko)
  - 2. Bronislaw Klabinski (Francie)
  - 3. Vlastimil Růžička (Československo)
- La Flèche Wallonne
  - 1.Fausto Coppi (Itálie)
  - 2.Raymond Impanis
  - 3.Jean Storms
- Mistr Belgie
  - Albert Ramon
- Mistr Francie
  - Louison Bobet
- Mistr Velké Británie
  - 1.Len West
  - 2.Ted Jones
  - 3.Ken Russell
- Mistr Itálie
  - 1.Anton Bevilacqua
  - 2.Alfredo Martini
  - 3.Mario Ricci
- Mistr Nizozemska
  - Gerrit Schulte
- Grand Prix Národů
  - 1.Maurice Blomme
  - 2.René Berton
  - 3.Antonin Rolland
- Bourdeaux–Paris
  - 1.Wim Van Est Nizozemsko
  - 2.Maurice Diot
  - 3.Joseph Somers
- Ghent–Wevelgem
  - 1.Briek Schotte Belgie
  - 2.Albert Decin Belgie
  - 3.André Declerck Belgie
- Giro del Lazio
  - 1.Annibal Brasola Itálie
  - 2.Luciano Maggini Itálie
  - 3.Luigi Casola Itálie
- GP Ouest France – louay
  - 1.Armand Audaire Francie
- Liège–Bastogne–Liège
  - 1.Prosper Depredhomme Belgie
  - 2.Jean Bogaerts Belgie
  - 3.Edward van Dyck Belgie
- Meisterschaft von Zürich
  - 1.Fritz Schaer (Švýcarsko)
  - 2.Ferdinand Kubler (Švýcarsko)
  - 3.Désiré Keteleer (Belgie)
- Milan – San Remo
  - 1.Gino Bartali Itálie
  - 2.Nedo Logli Itálie
  - 3.Oreste Conte Itálie
- Omloop Het Volk
  - 1.Andre Declerck Belgie
- Paris–Bruxelles
  - 1.Rik Van Steenbergen Belgie
  - 2.Guy Lapebie Francie
  - 3.Karel Debaere
- Paris–Roubaix
  - 1.Fausto Coppi Itálie
  - 2.Maurice Diot Francie
  - 3.Fiorenzo Magni Itálie
- Paris–Tours
  - 1.Andre Mahe Francie
  - 2.Urbain Caffi Francie
  - 3.Guy Lapebie Francie
- Ronde van Vlaanderen
  - 1.Fiorenzo Magni Itálie
  - 2.Alberic Schotte Belgie
  - 3.Louis Caput Francie
- Giro di Lombardia
  - 1.Renzo Soldani Itálie
  - 2.Antonio Bevilacqua Itálie
  - 3.Fausto Coppi Itálie
- Cyklokros
  - 1.Jean Robic (Francie)
  - 2.Roger Rondeaux (Francie)
  - 3.Pierre Jodet (Francie)
  - Družstva – Francie

Dráha
- Sprint amateři
  - 1.Maurice Verdeun (Francie)
  - 2.Pierre Even (Francie)
  - 3.Johannes Hijzelendoorn Nizozemsko
- Sprint profesionálové
  - 1.Reg Harris (Velká Británie)
  - 2.Arie van Vliet Nizozemsko
  - 3.Jan Derksen Nizozemsko
- 4000 m stíhací závod
  - 1.Sydney Patterson (Austrálie)
  - 2.Aldo Gandini (Itálie)
  - 3.Guido Messina (Itálie)
- 5000 m stíhací závod
  - 1.Antonio Bevilacqua (Itálie)
  - 2.Wim van Est (Nizozemsko)
  - 3.Paul Matteoli (Francie)
- Za motorovým vodičem 100 km
  - 1.Raoul Lesueur (Francie)
  - 2.Jan Pronk (Nizozemsko)
  - 3.Georges Seres (Francie)

Sálová cyklistika
- Kolová – Švýcarsko

## Formule 1
- 1950  Giuseppe Farina

Žlutě – závody započítávané do MS
| Datum        | Grand Prix            | Okruh             | Vítěz              | Vůz              | Výsledky |
| ------------ | --------------------- | ----------------- | ------------------ | ---------------- | -------- |
| 10. duben    | Richmond Trophy       | Goodwood          | Reg Parnell        | Maserati 4CLT/48 | Výsledky |
| 10. duben    | Pau                   | Pau               | Juan Manuel Fangio | Maserati 4CLT/48 | Výsledky |
| 16. duben    | San Remo              | Ospedaletti       | Juan Manuel Fangio | Alfa Romeo 158   | Výsledky |
| 30. duben    | Paříž                 | Montlhery         | Georges Grignard   | Talbot T26C      | Výsledky |
| 13. května   | Velká Británie        | Silverstone       | Giuseppe Farina    | Alfa Romeo 158   | Výsledky |
| 21. května   | Monako                | Monte Carlo       | Juan Manuel Fangio | Alfa Romeo 158   | Výsledky |
| 30. května   | Indy 500              | Indianapolis      | Johnnie Parsons    | Kurtis Kraft     | Výsledky |
| 4. červen    | Švýcarsko             | Bremgarten        | Giuseppe Farina    | Alfa Romeo 158   | Výsledky |
| 15. červen   | British Empire Trophy | Douglas           | Bob Gérard         | ERA B            | Výsledky |
| 18. červen   | Belgie                | Spa-Francorchamps | Juan Manuel Fangio | Alfa Romeo 158   | Výsledky |
| 2. červenec  | Francie               | Reims             | Juan Manuel Fangio | Alfa Romeo 158   | Výsledky |
| 9. červenec  | Jersey Road Race      | St.Helier         | Peter Whitehead    | Ferrari 125      | Výsledky |
| 9. červenec  | Bari                  | Bari              | Giuseppe Farina    | Alfa Romeo 158   | Výsledky |
| 16. červenec | Albi                  | Albi              | Louis Rosier       | Talbot T26C      | Výsledky |
| 23. červenec | Grand Prix Nizozemska | Zandvoort         | Louis Rosier       | Talbot T26C      | Výsledky |
| 23. červenec | Národů                | Ženeva            | Juan Manuel Fangio | Alfa Romeo 158   | Výsledky |
| 7. srpen     | Nottingham Trophy     | Gamston           | David Hampshire    | Maserati 4CLT/48 | Výsledky |
| 12. srpen    | Ulster Trophy         | Dundrod           | Peter Whitehead    | Ferrari 125      | Výsledky |
| 15. srpen    | Pescara               | Pescara           | Juan Manuel Fangio | Alfa Romeo 158   | Výsledky |
| 26. srpen    | BRDC                  | Silverstone       | Giuseppe Farina    | Alfa Romeo 158   | Výsledky |
| 3. září      | Itálie                | Monza             | Giuseppe Farina    | Alfa Romeo 158   | Výsledky |
| 30. září     | Goodwood              | Goodwood          | Reg Parnell        | BRM P15          | Výsledky |
| 29. říjen    | Penya Rhin            | Pedralbes         | Alberto Ascari     | Ferrari 375      | Výsledky |

## Formule Libre
| Datum        | Grand Prix            | Okruh                | Vítěz                | Vůz            | Výsledky |
| ------------ | --------------------- | -------------------- | -------------------- | -------------- | -------- |
| 8. leden     | Eva Duarte Perón      | Parco Palermo        | Luigi Villoresi      | Ferrari 166 FL | Výsledky |
| 15. leden    | General San Martín    | El Torreón           | Alberto Ascari       | Ferrari 166 FL | Výsledky |
| 22. leden    | Pohár Acción          | Parque Independencia | Luigi Villoresi      | Ferrari 166 FL | Výsledky |
| 28. květen   | Interlagos            | Interlagos           | Francisco Credentino | Maserati       | Výsledky |
| 4. červenec  | Quinta da Boa Vista   | Boa Vista            | ?                    | ?              | Výsledky |
| 11. červenec | Gávea                 | Gávea                | ?                    | ?              | Výsledky |
| 24. září     | Boa Vista             | Boa Vista            | Chico Landi          | Ferrari 125    | Výsledky |
| 1. říjen     | Pohár Interlagos      | Interlagos           | Chico Landi          | Ferrari 125    | Výsledky |
| 12. listopad | Paraná                | Parque Urquiza       | Juan Manuel Fangio   | Ferrari 166 FL | Výsledky |
| 18. listopad | Prezidenta Alessandri | Palma                | Juan Manuel Fangio   | Ferrari 166 FL | Výsledky |
| 24. prosinec | 500 mil De Rafaela    | Rafaela              | Juan Manuel Fangio   | Talbot T26C    | Výsledky |

## Krasobruslení
Mistrovství Evropy – Oslo
- Muži
  - 1.Ede Kiraly (Maďarsko)
  - 2.Helmut Seibt (Rakousko)
  - 3.Carlo Fassi (Itálie)
- Ženy
  - 1.Alena Vrzáňová (Československo)
  - 2.Jeanette Altwegg (Velká Británie)
  - 3.Jacqueline du Bief (Francie)
- Sportovní dvojice
  - 1.Marianna Nagy – Laszlo Nagy (Maďarsko)
  - 2.Eliane Steinemann – Andre Calame (Švýcarsko)
  - 3.Jennifer Nicks – John Nicks (Velká Británie)

Mistrovství Světa – Londýn
- Muži
  - 1.Dick Button (USA)
  - 2.James Grogan (USA)
  - 3.Helmut Seibt (Rakousko)
- Ženy
  - 1.Alena Vrzáňová (Československo)
  - 2.Jeanette Altwegg (Velká Británie)
  - 3.Yvonne Sherman (USA)
- Sportovní dvojice
  - 1.Karol Kennedy – Peter Kennedy (USA)
  - 2.Jennifer Nicks – John Nicks (Velká Británie)
  - 3.Marianna Nagy – Laszlo Nagy (Maďarsko)

## Lední hokej
Mistrovství světa a Evropy – Londýn
Z politických důvodů se Československý tým nezúčastnil.
Hráči to neunesli! Někteří i emigrovali!
Neskutečné následky pro hráče – výslechy a následné vězení
Skupina A:
- Kanada–Švýcarsko 13:2
- Kanada–Belgie 33:0
- Švýcarsko–Belgie 24:3

postup – Kanada a Švýcarsko
Skupina B:
- Švédsko–USA 8:3
- Švédsko–Nizozemsko 10:0
- USA–Nizozemsko 17:1

postup – Švédsko a USA
Skupina C:
- V. Británie – Norsko 2:0
- V. Británie – Francie 9:0
- Norsko–Francie 11:0

postup – Velká Británie a Norsko
F I N Á L E:
- Kanada–USA 5:0
- Kanada–Švýcarsko 11:1
- Kanada – V. Británie 12:0
- Kanada–Švédsko 3:1
- Kanada–Norsko 11:1
- USA–Švýcarsko 10:5
- USA – V. Británie 3:2
- USA–Švédsko 4:2
- USA–Norsko 12:6
- Švýcarsko – V. Británie 10:3
- Švýcarsko–Švédsko 3:2
- Švýcarsko–Norsko 12:4
- V. Británie – Švédsko 5:4
- V. Británie – Norsko 4:3
- Švédsko–Norsko 6:1

Soutěž útěchy:
- Belgie–Nizozemsko 4:2
- Belgie–Francie 8:1
- Nizozemsko–Francie 4:2

Belgie vítězem útěchy
- 1. Kanada – MS
- 2. USA
- 3. Švýcarsko – ME
- 4. Velká Británie
- 5. Švédsko
- 6. Norsko
- 7. Belgie
- 8. Nizozemsko
- 9. Francie

7. Ročník ligy – SEZÓNA 1949/50
- 1. ATK PRAHA
- 2. VÍTKOVICKÉ ŽELEZÁRNY
- 3. ZDAR LTC PRAHA
- 4. OD ČESKÉ BUDĚJOVICE
- 5. GZ KRÁLOVO POLE
- 6. NV TATRY POPRAD
- 7. SPARTA BRATRSTVÍ
- 8. ZBROJOVKA BRNO-ŽIDENICE

Stanley Cup
- Detroit Red Wings – New York Rangers 4:3 na zápasy

Art Ross Memorial Trophy
- Ted Lindsay, Detroit Red Wings

Hart Memorial Trophy
- Charlie Rayner, New York Rangers

## Lukostřelba
Mistrovství světa – Copenhagen
- Muži
  - 1.Hans Deutgen (Švédsko)
  - 2.Einar Tang Holbek (Dánsko)
  - 3.Reynolds (USA)
- Družstva
  - 1.Švédsko
  - 2.Švédsko
  - 3.Československo
- Ženy
  - 1.Jean Lee (USA)
  - 2.Jean Richards (USA)
  - 3.Windahl (Švédsko)
- Družstva
  - 1.Finsko
  - 2.Švédsko
  - 3.Velká Británie

## Motocyklový sport
Silniční motocykly
- 500 cm³
  - 1.Umberto Masetti Itálie
  - 2.Geoff Duke Velká Británie
  - 3.Les Graham Velká Británie
- 350 cm³
  - 1.Bob Foster Velká Británie
  - 2.Geoff Duke Velká Británie
  - 3.Les Graham Velká Británie
- 250 cm³
  - 1.Dario Ambrosini Itálie
  - 2.Maurice Cann Velká Británie
  - 3.Bruno Ruffo Itálie
  - 3.Fergus Anderson Velká Británie
- 125 cm³
  - 1.Bruno Ruffo Itálie
  - 2.Carlo Ubbiali Itálie
  - 2.Gianni Leoni Itálie

## Plavání
Mistrovství Evropy – Vídeň
Muži
- 100 m kraul – Jany (Francie)
- 400 m kraul – Jany (Francie)
- 1500 m kraul – Lehmann (NSR)
- 4× 200 m kraul – Švédsko
- 100 m znak – Larsson (Švédsko)
- 200 m prsa – Klein (NSR)
- Skoky z prkna 3 m – Aderhold (NSR)
- Skoky z věže 10 m – Haase (NSR)
- Vodní pólo – Nizozemsko

Ženy
- 100 m kraul – Schumacher (Nizozemsko)
- 400 m kraul – Andersen (Dánsko)
- 4× 100 m kraul – Nizozemsko
- 100 m znak – van den Horst (Nizozemsko)
- 200 m prsa – Vergauwen (Belgie)
- Skoky z prkna 3 m – Moreau (Francie)
- Skoky z věže 10 m – Pélissardo (Francie)

## Stolní tenis
Mistrovství světa – Budapešť
Muži
- Dvouhra – Richard Bergmann (Velká Británie)
- Čtyřhra – Sido–Soos (Maďarsko)
- Družstva – Československo

Ženy
- Dvouhra – Angelica Rozeanuová (Rumunsko)
- Čtyřhra – Beregi–Eliot (Velká Británie)
- Družstva – Rumunsko
- Čtyřhra smíšená – Farkas–Sido (Maďarsko)

## Šerm
Mistrovství světa – Monte Carlo
muži
- Fleret–Nostini (Itálie)
- Fleret družstva – Itálie
- Kord–Luchow – (Dánsko)
- Kord družstva – Itálie
- Šavle–Levavasseur (Francie)

ženy
- Fleret–Garilhe (Francie)
- Fleret družstva – Francie

## Tenis
Australian Open
- muži – Frank Sedgman
- ženy – Louise Broughová

French Open
- muži – Budge Patty
- ženy – Doris Hart

Wimbledon championships
- muži – Budge Patty
- ženy – Louise Broughová

US Open
- muži – Arthur Larsen
- ženy – Margaret Osborne duPont

Davis Cup
- Austrálie : USA – 4:1

## Veslování
Mistrovství Evropy – Milán
- Skif – Larsen (Dánsko)
- Dvojskif – Dánsko (Larsen, Parsner)
- Dvojka bez kormidelníka – Švýcarsko
- Dvojka s kormidelníkem – Itálie
- Čtyřka bez kormidelníka – Itálie
- Čtyřka s kormidelníkem – Dánsko
- Osmy – Itálie

## Volejbal
Mistrovství Evropy – Sofia
- muži
  - 1. SSSR
  - 2. Československo
  - 3. Maďarsko
- ženy
  - 1. SSSR
  - 2. Polsko
  - 3. Československo